# Sérogroupage
Le sérogroupage (anciennement, sérotypage ou sérotypie) est une technique immunologique consistant à la mise en évidence d'antigènes structuraux bactériens ou viraux permettant le diagnostic de sérovars (ou sérogroupes, ou encore sérotypes).
Cette technique permet entre autres le diagnostic des bactéries suivantes :
- Escherichia coli ;
- Listeria ;
- Neisseria ;
- Salmonella ;
- Streptococcus et Enterococcus ;
- Vibrio.

Ou des virus suivants :
- FMDV, le virus de la fièvre aphteuse ;
- VIH, le virus de l'immunodéficience humaine.